# Guillaume Tell (Schiller)
Guillaume Tell (en allemand : Wilhelm Tell) est l'avant-dernier drame achevé de Friedrich von Schiller. Terminée en 1804, la pièce est créée le 17 mars 1804, au Hoftheater de Weimar). Dans le paratexte de Schiller, le drame est simplement noté « spectacle » (pièce) et fait référence au mythe national suisse de Guillaume Tell et du serment du Grütli, lorsqu'au XIVe siècle, la Suisse luttait contre l'Empire des Habsbourg, pour son indépendance. L'opéra en quatre actes de Rossini est tiré d'une adaptation de la pièce en français.

## Argument
Schiller tisse trois lignes d'action : au cœur de la légende de Guillaume Tell, avec le tir de la pomme et de la libération du tyran Gessler comme un acte de légitime défense. Le contexte historique est formé par l'action d'un serment fédéral et la libération de Schwyz (Suisse). Le troisième acte est l'histoire d'amour de Berta von Bruneck avec Ulrich von Rudenz, réconcilié avec son peuple et lui donne la liberté. Les deux derniers scénarios s'associent à la fin, tandis qu'il n'y a qu'une connexion lâche entre l'histoire de Tell et les autres événements.

## Genèse
Guillaume Tell est la dernière pièce de Schiller, terminée seize mois avant sa mort.

## Création
Le spectacle de Guillaume Tell écrit entre 1803-1804 par Friedrich Schiller est créé le 17 mars 1804 au Hoftheater de Weimar). La mise en scène est assurée par un ami de Schiller, Johann Wolfgang von Goethe, alors directeur artistique du théâtre.

## Interprétation

### Tell
Le pieux chasseur des montagnes sauvages, Tell est le naturel, épris de liberté, un homme d'action.

## Source
- Friedrich Schiller, Tell. Schauspiel dans Werke und Briefe, vol. 5: Dramen IV, Deutscher Klassiker Verlag, Frankfurt am Main 1996, p. 385–505 (Commentaires : p. 735–850),  (ISBN 3-618-61250-8)

## Iconographie

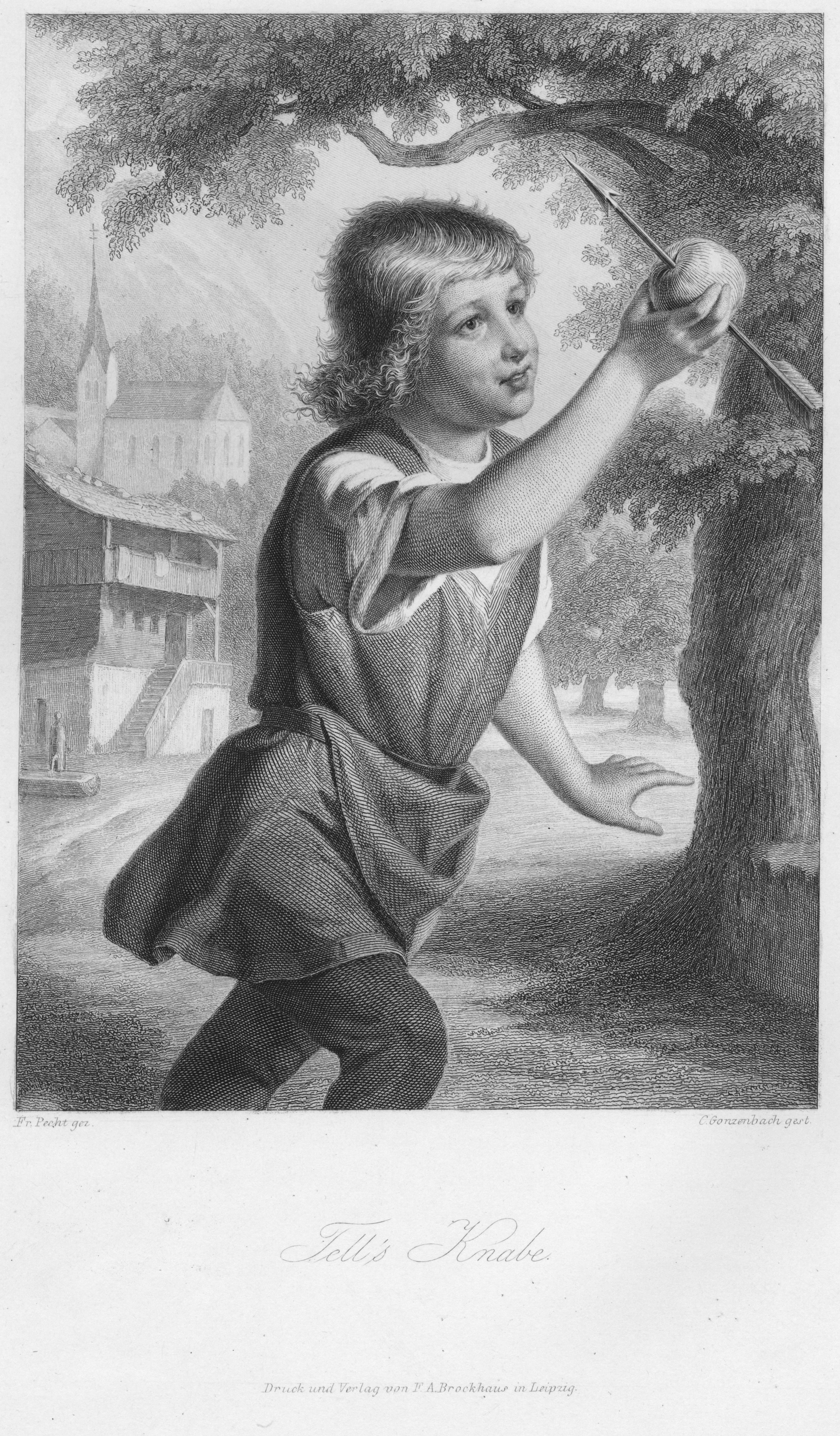
Walter, le fils de Tell, dans la Schiller-Galerie, Gravure sur acier, par Gonzenbach d'après Pecht, 1859.
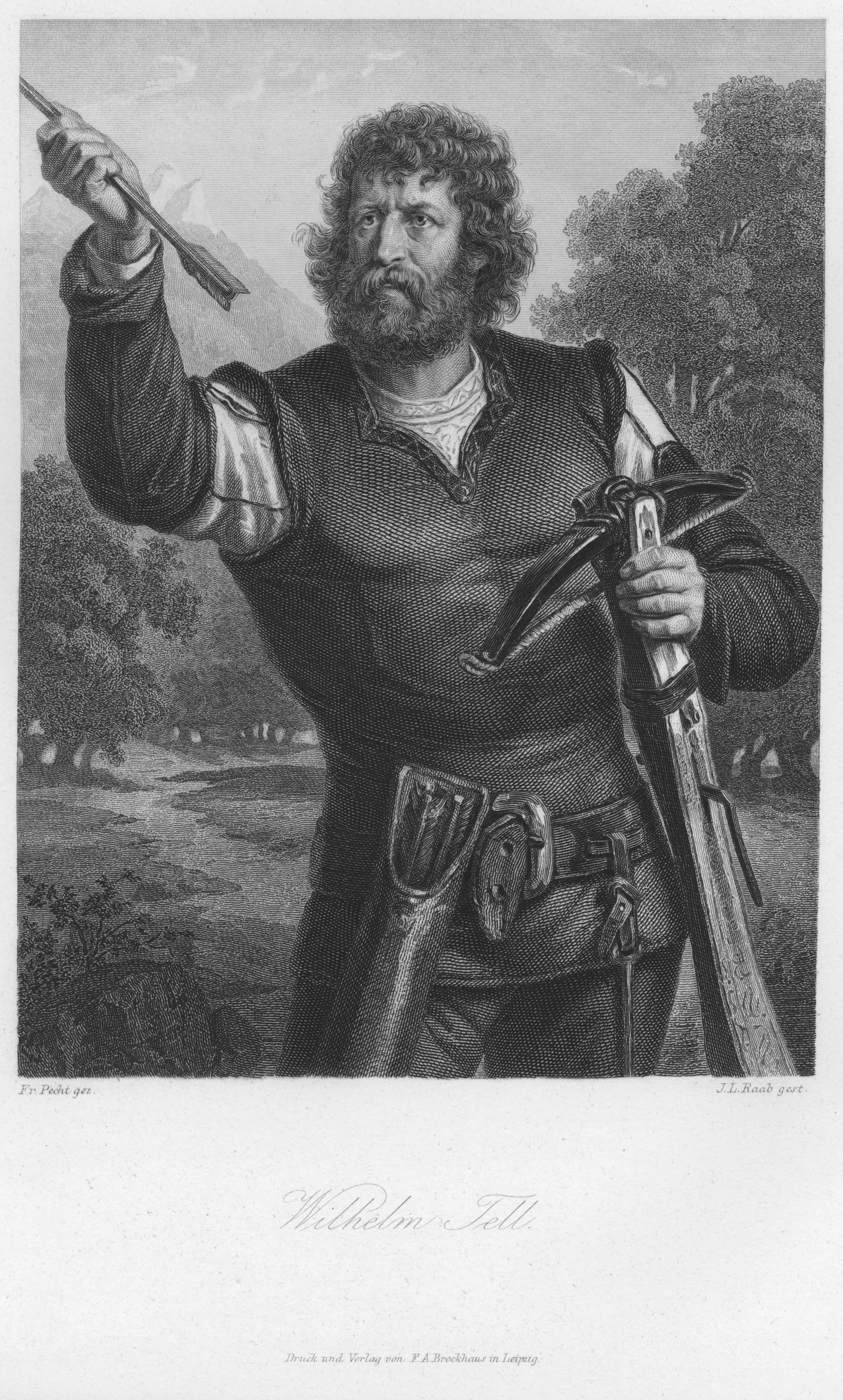
Guillaume Tell, dans la Schiller-Galerie, Gravure de Johann Leonhard Raab d'après Pecht.
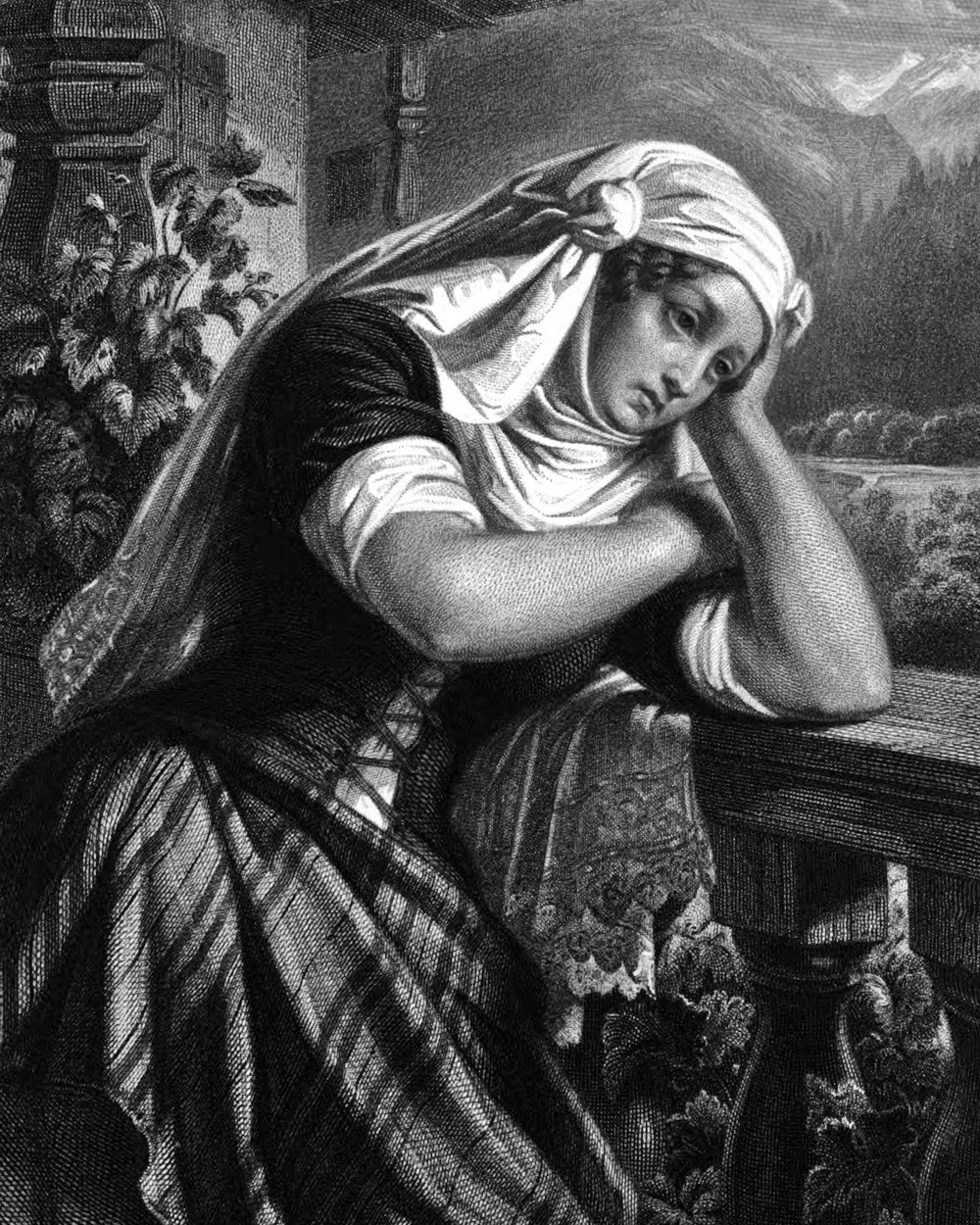
Hedwig, la femme de Tell, dans la Schiller-Galerie, Gravure sur acier, d'après Pecht, 1859.
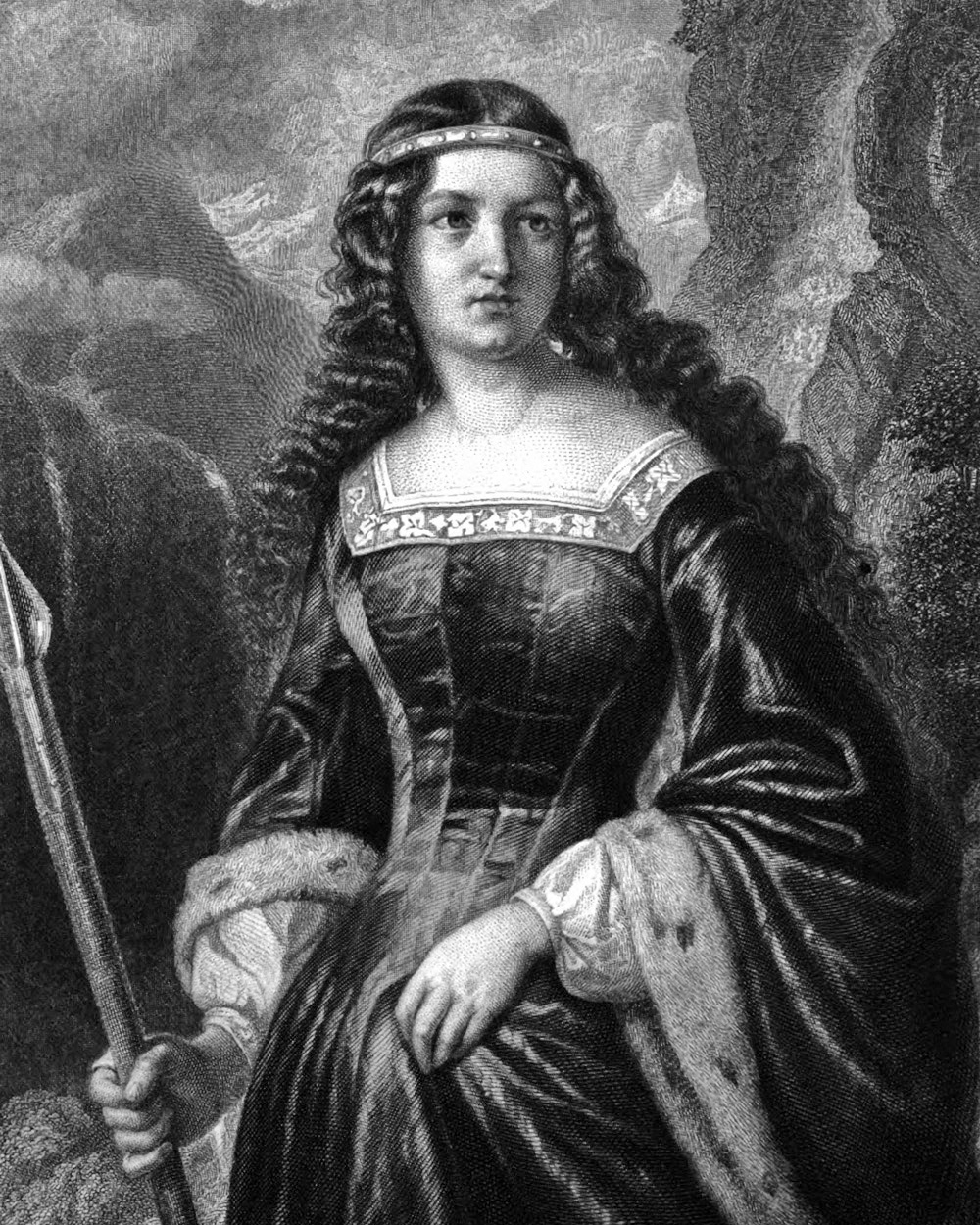
Berta von Bruneck, dans la Schiller-Galerie, Gravure sur acier, d'après Pecht, 1859.
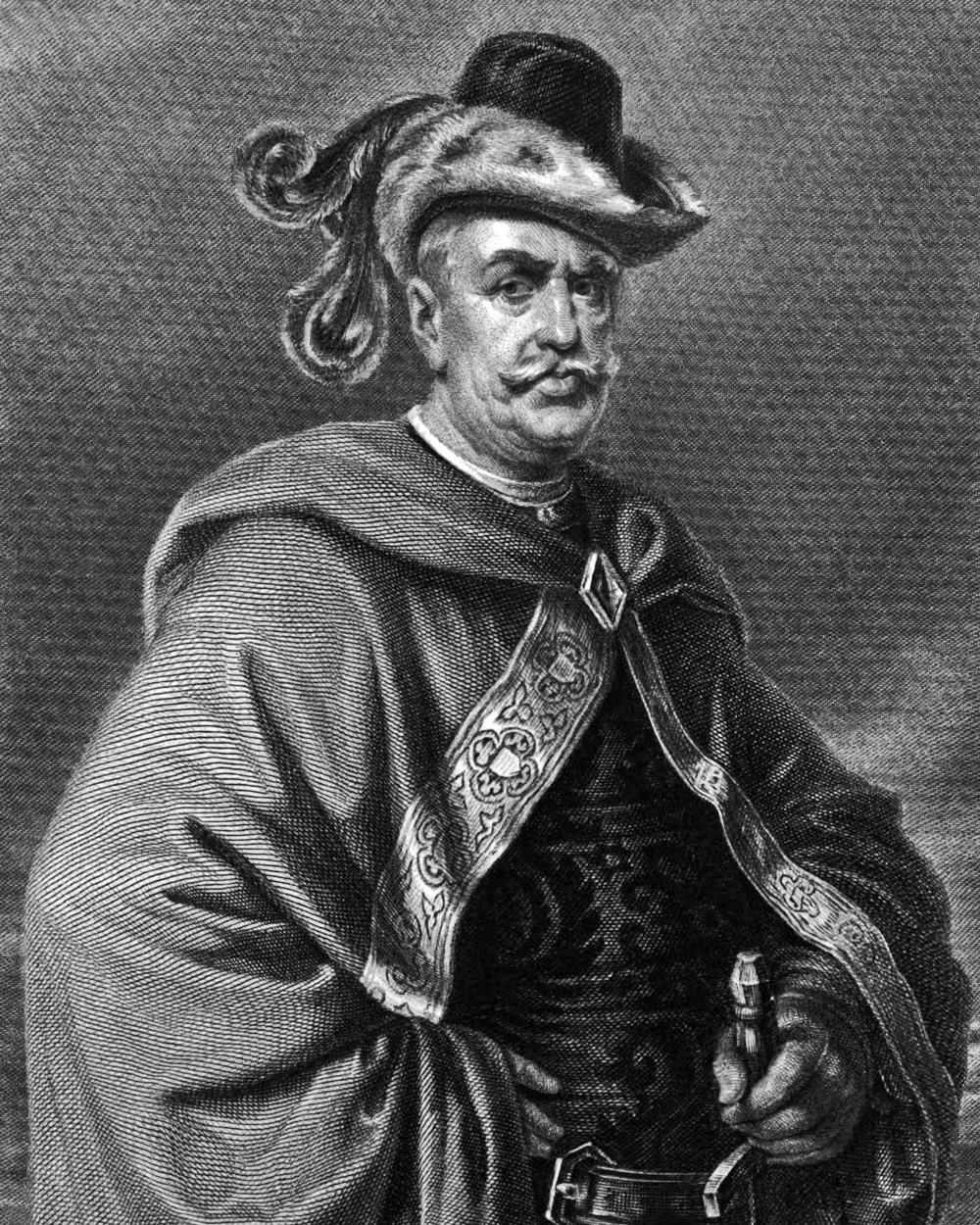
Gessler, dans la Schiller Galerie, Gravure sur acier, d'après Pecht, 1859.
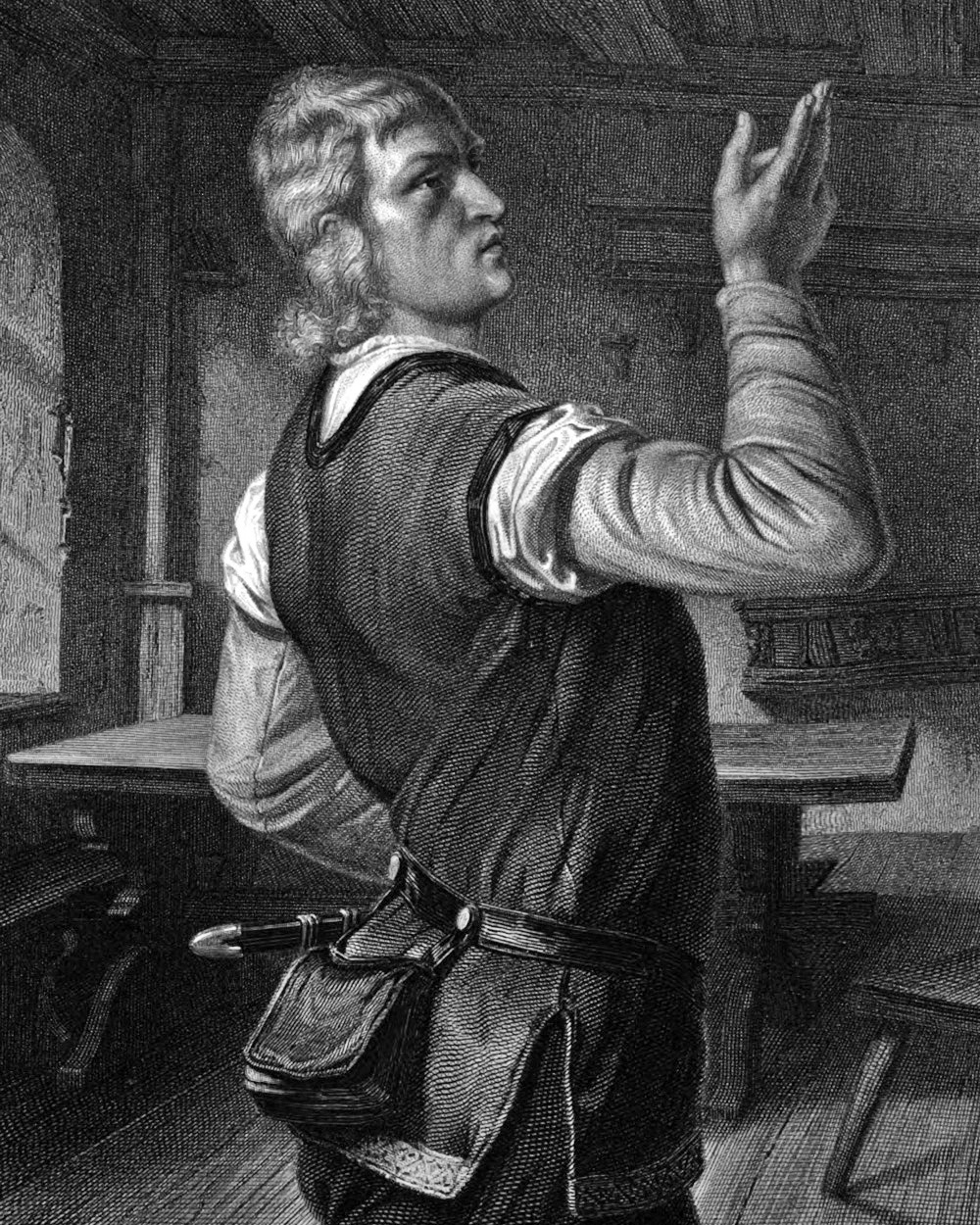
Arnold vom Melchtal, dans la Schiller Galerie, Gravure sur acier d'après Pecht, 1859.